# المجالس التصديرية (مصر)
المجالس التصديرية هي اطار تنظيمي يجمع بين المصدرين وبين المنتجين، ويسعي الي الربط بين السياسات الإنتاجية والتصديرية. يقوم علي إدارة كل مجلس تصديري هيئة مكتب تشكل من رئيس ووكيلين وأمين للصندوق وينتخب المجلس في أول كل دورة انعقاد هيئة المكتب.

## القرارات المنظمة
- قرار وزارة التجارة والتموين رقم 521 لسنة 1997 بشأن تشكيل المجالس السلعية (المجالس التصديرية).
- قرار وزارة التجارة والصناعة رقم 287 لسنة 2008 بشأن إعادة تشكيل المجالس التصديرية.
- قرار وزارة الصناعة والتجارة الخارجية رقم 737 لسنة 2011 بشأن إعادة تشكيل المجالس التصديرية.
- قرار وزارة الصناعة والتجارة الخارجية رقم 263 لسنة 2013 بشأن إعادة تشكيل المجالس التصديرية.
- قرار وزارة التجارة والصناعة رقم 140 لسنة 2014 بشأن إعادة تنظيم المجالس التصديرية.
- قرار وزارة التجارة والصناعة رقم 141 لسنة 2014 بشأن إعادة تشكيل المجالس التصديرية.
- قرار وزارة التجارة والصناعة رقم 142 لسنة 2014 بشأن إنشاء وتنظيم المجالس التصديرية للصادرات غير التقليدية (مجالس صغار المصدرين والصادرات المبتكرة)
- قرار وزارة التجارة والصناعة رقم 143 لسنة 2014 بتشكيل المجالس التصديرية للصادرات غير التقليدية (مجالس صغار المصدرين والصادرات المبتكرة).
- قرار وزارة التجارة والصناعة رقم 267 لسنة 2014 بشأن إعادة تشكيل المجالس التصديرية للصادرات غير التقليدية (مجالس صغار المصدرين والصادرات المبتكرة).
- قرار وزارة التجارة والصناعة رقم 268 لسنة 2014 بشأن إعادة تشكيل المجالس التصديرية.
- قرار وزارة الصناعة والتجارة والمشروعات الصغيرة والمتوسطة رقم 480 لسنة 2015 بشأن إعادة تشكيل المجالس التصديرية.
- قرار وزارة التجارة والصناعة رقم 1176 لسنة 2017 بشأن إعادة تنظيم وتشكيل المجلس التنسيقي للمجالس التصديرية.
- قرار وزارة التجارة والصناعة رقم 1529 لسنة 2017 بشأن تشكيل بعض المجالس التصديرية.
- قرار وزارة التجارة والصناعة رقم 633 لسنة 2018 بشأن استمرار العمل بالتشكيل الحالى لمجالس إدارة المجالس التصديرية.
- قرار وزارة التجارة والصناعة رقم 857 لسنة 2018 بشأن استمرار العمل بالتشكيل الحالى لمجالس إدارة المجالس التصديرية.
- قرار وزارة التجارة والصناعة رقم 12 لسنة 2019 بشأن إعادة تنظيم وتشكيل المجالس التصديرية.
- قرار وزارة التجارة والصناعة رقم 10 لسنة 2020 بشأن استمرار العمل بالتشكيل الحالي للمجالس التصديرية.
- قرار وزارة التجارة والصناعة رقم 198 لسنة 2020 بشأن استمرار العمل بالتشكيل الحالي للمجالس التصديرية.
- قرار وزارة التجارة والصناعة رقم 228 لسنة 2020 بشأن إعادة تنظيم المجالس التصديرية.
- قرار وزارة التجارة والصناعة رقم 229 لسنة 2020 بشأن إعادة تنظيم المجالس التصديرية.
- قرار وزارة التجارة والصناعة رقم 145 لسنة 2023 بشأن استمرار العمل بالتشكيل الحالى للمجالس التصديرية.

## أهداف المجالس التصديرية
تهدف المجالس التصديرية الي تنمية الصادرات المصرية من مختلف السلع والخدمات في مختلف القطاعات الاقتصادية من خلال تعزيز مركزها التنافسي في الأسواق الخارجية.
تقوم المجالس التصديرية في نطاق عملها باعداد الدراسات ووضع الخطط والبرامج التي تكفل تخفيض تكلفة الصادرات المصرية وبصفة خاصة في المجالات الاتية:-
- أساليب توفير مستلزمات الإنتاج وضمان تدفقها
- رفع مستوى الوحدات الإنتاجية ومستوى جودة الإنتاج والرقابة عليها
- رفع مستوي الكوادر الفنية والادارية القائمة علي الإنتاج وعلي أنشطة التسويق الداخلي والخارجي
- تنمية حجم الطلب الحالي علي الصادرات المصرية في الأسواق الخارجية والعمل علي دخول أسواق جديدة
- اعداد قاعدة معلومات لخدمة المتعاملين في مجال عمل المجالس.

## مجالات المجالس التصديرية
تنشأ مجالس تصديرية في المجالات الاتية:
- المحاصيل الزراعية عدا القطن
- الصناعات الغذائية
- الغزل والمنسوجات والمنتجات النسجية
- الأدوية والأمصال واللقاحات والمستلزمات الطبية
- الصناعات الكيماوية والأسمدة
- مواد البناء والحراريات والزجاج
- الجلود والمنتجات الجلدية
- المنتجات الخشبية
- السلع الهندسية والالكترونية
- الكتب والمصنفات الفنية
- البرمجيات وصناعة التكنولوجيا المتقدمة
- الخدمات

ويجوز بقرار من وزير التجارة والتموين إنشاء مجالس سلعية جديدة إذا دعت الحاجة إلى ذلك